# Hokej na travi na Južnoameričkim igrama 2006.
Hokej na travi na Južnoameričkim igrama se prvi put održao na osmim Južnoameričkim igrama koje su se održale u Argentini 2006. godine.
Te godine je hokej na travi bio i u muškoj i u ženskoj konkurenciji.

## Mjesto održavanja
Susreti su se igrali u Buenos Airesu.

## Vrijeme održavanja
Održali su se od 9. do 19. studenog 2006.

## Sastavi

### Argentina
Juan Manuel Vivaldi, Gabriel Encinas, Juan Martin Lopez, Agustin Corradini, Rodrigo Nicolas Vila, Lucas Hernan Cammareri, Marco Alejandro Riccardi, Ignacio Ricardo Bergner, Matias Nahuel Gonzalez, Rodrigo Luis Silva, German Mariano Orozco, Tomas Argento Innocente, Lucas Rafael Rossi.

## Završni poredak
| Mj. | Momčad    |
| --- | --------- |
| 1.  | Argentina |
| 2.  | Čile      |
| 3.  | Peru      |
| 4.  | Urugvaj   |
| 5.  | Brazil    |

| Pobjednici            |
| --------------------- |
| Argentina Prvi naslov |

## Sastavi

### Argentina
Marien Ivone Bianchini, Rosario Luchetti, Maria Belen Pallito, Agustina Bouza, Carla Rebecchi, Maria Laura Aladro, Maria Noel Barrionuevo, Maria Belen Succi, Daniela Paola Maloberti, Andrea Laura Rubin, Yanina Rojas, Florencia D'Elia, Nadia Carolina Silva, Gabriela Silvana Aguirre, Maria Silvina D'Elia, Giselle Andrea Kanevsky.

## Završni poredak
| Mj. | Momčad    |
| --- | --------- |
| 1.  | Argentina |
| 2.  | Čile      |
| 3.  | Urugvaj   |
| 4.  | Brazil    |

| Pobjednice            |
| --------------------- |
| Argentina Prvi naslov |